# Marco Onofrio
Marco Onofrio (* 11. Februar 1971 in Rom) ist ein italienischer Schriftsteller, Essayist und Literaturkritiker.

## Leben
1995 schloss Marco Onofrio sein Studium in Zeitgenössischer italienischer Literatur an der Universität Rom “La Sapienza” cum laude ab mit einer Arbeit über den Dichter Dino Campana, für die er 1996 mit dem Internationalen Preis „Eugenio Montale“ ausgezeichnet wurde. Er beschäftigt sich vorwiegend mit moderner und zeitgenössischer italienischer Literatur, mit Schwerpunkt auf die Autoren des 20. Jahrhunderts. Schon seit geraumer Zeit untersucht er die Beziehung der italienischen und ausländischen Schriftsteller zur Stadt Rom und die Spuren, die ihre römischen Aufenthalte in ihren Werken hinterlassen haben. Seine Aktivität als Literaturkritiker ist vor allem auf die Entdeckung und Erschließung neuer Verlagsangebote gerichtet.
Er veröffentlichte eine Reihe von Büchern mit Gedichten und Erzählungen. Darüber hinaus schrieb er die Einführung zu verschiedenen Publikationen und hunderte von Artikeln und Kritiken für verschiedene italienische Zeitungen und Zeitschriften, wie „Il Messaggero“, „Il Tempo“, „Lazio ieri e oggi“ und anderen. Zu seinen Erzählungen gehört der Experimentelle Roman „Senza cuore“ aus dem Jahr 2012, die satirischen Erzählungen „La scuola degli idioti“ aus dem Jahr 2013 und die 2016 veröffentlichte, von persönlichen Emotionen geprägte Erzählung „Diario di un padre innamorato“, in deren Mittelpunkt seine Erfahrung der Vaterschaft steht und die seiner Tochter Valentina gewidmet ist.
Mit seinem dramatischen Gedicht „Emporium. Poemetto di civile indignazione“ nahm er – drei Jahre vor dem 2011 erschienenen Essay „Empört Euch!“ von Stéphane Hessel – die Protestbewegung der „indignados“ vorweg. Der Musiker Marcello Appignani holte sich die Inspiration für die Komposition seiner in dem Album „Natura viva con oboe, chitarra e violoncello“ gesammelten Musikstücke, die von RAI Trade im September 2014 veröffentlicht wurden, aus den philosophischen Kurzepen „La presenza di Giano“.

## Schriften

### Essays und Literaturkritik
- Guido De Carolis. Pittura Luce Energia. 2007, ISBN 978-88-87485-54-7.
- Ungaretti e Roma. 2008, ISBN 978-88-87485-77-6.
- Dentro del cielo stellare. La poesia orfica di Dino Campana. 2010, ISBN 978-88-96517-25-3.
- Nello specchio del racconto. L’opera narrativa di Antonio Debenedetti. 2011, ISBN 978-88-96517-46-8.
- Non possiamo non dirci romani. La Città Eterna nello sguardo di chi l’ha vista, vissuta e scritta. 2013, ISBN 978-88-98135-23-3.
- Come dentro un sogno. La narrativa di Dante Maffìa tra realtà e surrealismo mediterraneo. 2014, ISBN 978-88-7351-764-1.
- Giorgio Caproni e Roma. 2015, ISBN 978-88-98135-48-6.
- Il graffio della piuma. Poetesse italiane fuori dal coro (2006-2016). 2017, ISBN 978-88-98135-69-1.
- Roma vince sempre. Scrittori Personaggi Storie Atmosfere. 2018, ISBN 978-88-98135-80-6.

### Gedichte
- Squarci d’eliso. 2002, ISBN 978-88-8124-313-6.
- Autologia. 2005, ISBN 978-88-8124-562-8.
- D’istruzioni. 2006, ISBN 978-88-8124-612-0.
- Antebe. Romanzo d’amore in versi. 2007, ISBN 978-88-6004-102-9.
- È giorno 2007; ISBN 978-88-87485-63-9.
- Emporium. Poemetto di civile indignazione. 2008, ISBN 978-88-87485-74-5.
- La presenza di Giano. 2010, ISBN 978-88-96517-55-0.
- Disfunzioni. 2011, ISBN 978-88-97139-09-6.
- Ora è altrove. 2013, ISBN 978-88-7537-181-4.
- Ai bordi di un quadrato senza lati. 2015, ISBN 978-88-98243-22-8.
- La nostagia dell’infinito. 2016, ISBN 978-88-6881-103-7.